# Kartezijev koordinatni sustav
Kartezijev koordinatni sustav, pravokutni koordinatni sustav ili pravokutni Kartezijev koordinatni sustav u prostoru određen je trima međusobno okomitim pravcima x, y, z, koji se sijeku u ishodištu O, i s Kartezijevim koordinatnim sustavima na njima. Koordinate se tada zovu apscisa (na osi x), ordinata (na osi y) i aplikata (na osi z).

## Povijest
Zasluga za otkriće Kartezijevog koordinatnog sustava kako on danas nosi ime, pripala je francuskom matematičaru Reneu Descartesu (1596. – 1650.) koji ga je imenovao po svojoj latinskoj inačici imena Cartesius. Premda je ideja bila utemeljena još 1637. godine odvojeno u dva zapisa Descartesa i Fermata, potonji nije objavio svoje otkriće. Upravo je Descartes zato uveo novu zamisao određivanja položaja točke ili objekta u ravnini upotrijebivši dvije međusobno okomite osi kao mjerila. Otkriće Kartezijevog koordinatnog sustava značilo je velik napredak u matematici povezujući najprije Euklidsku geometriju i algebru. Kružnice, elipse i druge krivulje sada su prvi puta mogle biti opisivane “kartezijskim” algebarskim jednadžbama pomoću koordinata točaka krivulje u ravnini. Razvoj kartezijevog koordinatnog sustava značajno je doprinio daljnjem razvoju matematike i omogućio Newtonu i Leibnitzu skoro otkriće diferencijalnog i integralnog računa.

## Definicija
Nalik zemljopisnoj karti gdje je položaj nekog mjesta određen s dva podatka: zemljopisnom širinom i zemljopisnom dužinom, nacrtamo li dva međusobno okomita brojevna pravca, na primjer x i y - uobičajeno x horizontalan, a y vertikalan, koji se sijeku u točki O i odredimo li na pravcima x i y jedinične točke E i F, tako da je /OE/=/OF/=1, definirali smo pravokutni ili Kartezijev koordinatni sustav u ravnini.

### Kartezijev dvodimenzionalni koordinatni sustav
Točka O zove se ishodište koordinatnog sustava, brojevni pravac x zove se os x ili apscisa, a brojevni pravac y os y ili ordinata koordinatnog sustava. Katkada govorimo skrećeno o x-osi ili y-osi, odn. o osima koordinatnog sustava. Na svaku od osi smješten je brojevni pravac, gdje svaki realni broj: cijeli, racionalni ili iracionalni ima jedinstveno mjesto na osi. Svakoj točki ravnine dodijeljene su na taj način odgovarajuće koordinate koje nalazimo okomitim, odn. ortogonalnim projekcijama koje iz odgovarajuće točke povlačimo na os x, odn. os y, gdje su koordinate date u određenom broju jediničnih duljina.
Kartezijske koordinate se zapisuju u zagradama u obliku uređenog para brojeva gdje prvi broj označava položaj osi na x-osi, a drugi na y-osi. Na slici gore desno prikazane su tako četiri točke s njihovim odgovarajućim koordinatama u Kartezijevom koordinatnom sustavu i to: (2,3) zeleno, (−3,1) crveno, (−1.5,−2.5) plavo i ishodište (0,0) ljubičasto.
Osi koordinatnog sustava dijele ravninu na četiri beskonačno velika dijela, “kvadranta”, od kojih je svaki omeđen s dvije odgovarajuće osi i naznačen rimskim brojevima od I do IV kako je prikazano na slici desno.

### Kartezijev trodimenzionalni koordinatni sustav
Kartezijev koordinatni sustav možemo izabrati i kao o jednodimenzionalni matematički prostor, gdje će takav prostor biti određen jednom osi uz izbor orijentacije osi i jedinične dužine, a koordinata (jedna) će u tom slučaju određivati položaj točke na brojevnom pravcu koji je pridružen koordinatnoj osi.
Kartezijev dvodimenzionalni koordinatni sustav određuje položaj točke u ravnini, a kartezijev trodimenzionalni koordinatni sustav određuje položaj točke u prostoru gdje je takav koordinatni sustav definiran središtem koordinatnog sustava 0, i tri orijentirane osi (x, y i z) s odgovarajućim jediničnim dužinama. Koordinate svake točke u takvom sustavu zadate su uređenim skupom od 3 broja, na primjer (3, -1, 5) koji označavaju odgovarajuće koordinate u trodimenzionalnom matematičkom prostoru, gdje su koordinate predstavljene orijentiranim okomitim udaljenostima od neke točke do odgovarajuće ravnine. U trodimenzionalnom koordinatnom sustavu nazivi osi (apscisa i ordinata) nisu uvjetovane, no ako se upotrebljavaju tada je uobičajeno treću, z-os, nazvati aplikata. Na isti način je uobičajeno x-os i y-os postaviti u horizontalnu ravninu, a preostalu, z-os postaviti okomito na njih.
Konačno, trodimenzionalni koordinatni sustav dijelimo na osam područja, “oktanata”, omeđenih s odgovarajućim dijelovim ravnina. Prvi oktant je onaj gdje su sve tri poluosi pozitivne.

### Kartezijev višedimenzionalni koordinatni sustav
Slijedeći navedeni princip općenito se mogu koordinate točke odrediti i u n-dimenzionalnom matematičkom prostoru gdje će se pomoću n odgovarajućih koordinata definirati orijentirana udaljenost od točke do jedne od n hiperravnina. U četverodimenzionalnom matematičkom prostoru na primjer, postojat će četiri osi x, y, z i w, a koordinate svake točke u takvom matematičkom prostoru bit će određene uređenim skupom od četiri broja.

## Neposredne primjene i svojstva

### Udaljenost između dviju točaka
Udaljenost dviju točaka u ravnini određenih Kartezijevim koordinatama
{\displaystyle (x_{1},y_{1})} i {\displaystyle (x_{2},y_{2})} je
{\displaystyle d={\sqrt {(x_{2}-x_{1})^{2}+(y_{2}-y_{1})^{2}}}.}
što je na neki način izraz Pitagorina poučka iskazanog u Kartezijevom koordinatnom sustavu.
Udaljenost dviju točaka u prostoru određenih u trodimenzionalnom Kartezijevom koordinatnom sustavu {\displaystyle (x_{1},y_{1},z_{1})} i {\displaystyle (x_{2},y_{2},z_{2})} je
{\displaystyle d={\sqrt {(x_{2}-x_{1})^{2}+(y_{2}-y_{1})^{2}+(z_{2}-z_{1})^{2}}}}
Ovaj izraz može se generalizirati i na bilo koji broj dimenzija. Neka su točke (a1, a2, ..., an) i (b1, b2, ..., bn). Tada vrijedi
{\displaystyle d={\sqrt {\sum _{k=1}^{n}{(b_{k}-a_{k})^{2}}}}={\sqrt {(b_{1}-a_{1})^{2}+(b_{2}-a_{2})^{2}+\ldots +(b_{n}-a_{n})^{2}}}}

### Polovište dužine
Neka je dužina zadana točkama A i B i njihovim koordinatama A{\displaystyle (x_{1},y_{1})}  i B{\displaystyle (x_{2},y_{2})} tada će polovište dužine imati koordinate
{\displaystyle x_{p}={\frac {x_{1}+x_{2}}{2}}} i
{\displaystyle y_{p}={\frac {y_{1}+y_{2}}{2}}}.

### Koordinate težišta trokuta
Neka je trokut ABC smješten u Kartezijevom koordinatnom sustavu i određen točkama s koordinatama A{\displaystyle (x_{1},y_{1})}, B{\displaystyle (x_{2},y_{2})} i C{\displaystyle (x_{3},y_{3})}, tada će
težište trokuta imati koordinate
{\displaystyle x_{t}={\frac {x_{1}+x_{2}+x_{3}}{3}}} i
{\displaystyle y_{t}={\frac {y_{1}+y_{2}+y_{3}}{3}}}.

### Translacija
Skup točaka u ravnini, na primjer trokuta ABC, može se pomaknuti u ravnini uz očuvanje međusobnih udaljenosti i orijentacije uz dodavanje utvrđenog parova brojeva (X,Y) Kartezijevim koordinatama svake točke skupa. Ako su koordinate točaka trokuta A(x’, y’), B(x’’, y’’) i C(x’’’, y’’’) tada će translatirani, odn. pomaknuti trokut imati koordinate A’(x’+X, y’+Y), B’(x’’+X, y’’+Y) i C’(x’’’+X, y’’’+Y)

### Uvećanje, smanjenje
Želimo li u Kartezijevim koordinatama neki lik prikazati većim ili manjim tada valja sve koordinate svih točaka pomnožiti faktorom proporcionalnosti, nazovimo ga m. Ako su koordinate točaka koje određuju dužinu AB, A(x’, y’) i B(x’’, y’’) tada će nove koordinate točaka koje određuju dužinu A’B’ biti A’(mx’, my’) i B’(mx’’, my’’). Ako je m>1 dobiveni lik će biti veći, a ako je  m<1 dobiveni lik bit će manji od izvornog lika.

### Prikaz krivulja u koordinatnom sustavu u ravnini
U Kartezijevom koordinatnom sustavu jednostavno se prikazuju krivulje u ravnini (kružnica, elipsa, parabola i td.) te različite funkcije (linearne, polinomne, eksponencijalne, trigonometrijske i td.).
Prikazujući na primjer kružnicu u Kartezijevom koordinatnom sustavu ustanovljavamo da za svaku točku kružnice vrijedi da je
{\displaystyle x^{2}+y^{2}=r^{2}\,}
te će prema tome jednadžba kružnice polumjera 2 (slika desno) biti
{\displaystyle x^{2}+y^{2}=2^{2}\,}

### Prikaz vektora u Kartezijevim koordinatama
Točka u prostoru opisanom Kartezijevim koordinatama može definirati vektor. Vektor pomaka, na primjer r, može imati hvatište u ishodištu Kartezijeva koordinatnog sustava i vrh u točki u prostoru. Strelica koja pokazuje prema vrhu vektora definira smjer vektora (smjer pomaka), a ortogonalne projekcije na osi x, y i z odgovarajući pomak u x, y ili z smjeru. Dužina samog vektora tada je apsolutna veličina pomaka u prostoru
{\displaystyle |{r}|={\sqrt {x^{2}+y^{2}+z^{2}}}},
a također možemo zapisati da je
{\displaystyle \mathbf {r} =x\mathbf {i} +y\mathbf {j} +z\mathbf {k} },
gdje su i, j i k jedinični vektori u smjeru x, y i z osi.
Vektor u Kartezijevom trodinemzionalnom prostoru određen je na taj način u cijelosti uređenim skupom od četiri veličine (r, x, y, z). Ovakav prikaz vektora uveo je W. R. Hamilton.

## Primjene
Svaka os može u praktičnoj primjeni prema potrebi imati različite mjerne jedinice (kilograme, sekunde, vate, itd), što znači da Kartezijevim koordinatnim sustavom možemo prikazivati ne samo krivulje, likove i geometrijska tijela u dvodimenzionalnom, odnosno trodimenzionalnom prostoru, već da možemo prikazivati i sve moguće ostale varijable (masa, vrijeme, energija, sila i mnoge druge). Premda je teško vizualizirati četvero i višedimenzionalne prostore, algebra Kartezijevih koordinata može se jednostavno proširiti na četiri ili više varijabli tako da se mogu izvršiti izračuni vrijednosti funkcija i s četiri ili više varijabli. Takva algebra definira geometriju višedimenzionalnih prostora.

## Značaj
Kartezijeve koordinate su temelj analitičke geometrije i osiguravaju geometrijsku interpretaciju za brojna područja matematike kao što su linearna algebra, kompleksna analiza, diferencijalna geometrija i td. Jedan od najpoznatijih primjera je koncept grafičkog prikaza ili grafa funkcije. Kartezijske koordinate su osnovno oruđe u mnogim područjima koja se bave geometrijom uključujući astronomiju, fiziku, tehničke struke, ekonomiju i drugdje.
Premda je Descartes dao koordinatnom sustavu svoje ime, valja naglasiti da su se slični koordinatni sustavi koristili i prije njega uključivši Abu Rayhan Birunia  te Perzijsku matematiku X i XI stoljeća.
Nakon Descartesa razvijeni su i drugi koordinatni sustavi kao što su polarni, sferični, cilindrični i drugi.